# Tadeusz Pikulicki
Tadeusz Pikulicki (ur. 26 listopada 1954 w Krakowie, zm. 19 sierpnia 2022) – polski socjolog, dziennikarz, działacz opozycji demokratycznej w Polsce Ludowej, redaktor naczelny „Gazety Krakowskiej”, przedsiębiorca.

## Życiorys
Ukończył studia socjologiczne w Uniwersytecie Jagiellońskim. W 1980 został dziennikarzem „Gazety Krakowskiej”. Po ogłoszeniu stanu wojennego stracił pracę jako dziennikarz. Rozpoczął prowadzenie punktu naprawy zapalniczek. Zaangażował się w działalność opozycyjną. Wziął udział w strajku wiosennym w 1988 w Hucie im. Lenina, w związku z czym trafił na 14 dni do aresztu. W 1989 został szefem biura prasowego Małopolskiego Komitetu Obywatelskiego „Solidarność” i redaktorem biuletynu tego komitetu „Karta’89. Biuletyn wyborczy Solidarność”. W 1990 został redaktorem naczelnym „Gazety Krakowskiej” po utraceniu przez nią statusu organu PZPR.
Po 1990 był dziennikarzem „Czasu Krakowskiego”, wiceszefem „Dziennika” TVP oraz przedsiębiorcą w branży reklamowej.
Za działalność opozycyjną w PRL w 2011 otrzymał medal „Niezłomnym w słowie”. W 2013 prezydent RP odznaczył go Krzyżem Kawalerskim Orderu Odrodzenia Polski.
Zmarł 19 sierpnia 2022. Został pochowany 26 sierpnia 2022 na cmentarzu parafialnym przy ulicy Zawiłej w Krakowie (Borek Fałęcki).